# Zespół Hioba
Zespół Hioba (ang. hyper-IgE syndrome, HIES, Job syndrome) – rzadki zespół genetycznie uwarunkowanego niedoboru odporności, o dziedziczeniu autosomalnym dominującym. Uważa się, że za objawy zespołu odpowiada zaburzona chemotaksja neutrofilów spowodowana obniżoną produkcją interferonu gamma. Zespół Hioba objawia się nawracającymi zakażeniami gronkowcowymi, wypryskami skórnymi, ciężkimi zapaleniami płuc i podwyższonym poziomem IgE w osoczu. Chorobę wywołują mutacje w genie STAT3 w locus 4q21.